# ميغيل لوتوندا
ميغيل لوتوندا (بالبرتغالية: Miguel Pontes Lutonda‏) مواليد 24 ديسمبر 1971 في لواندا، هو مدرب كرة سلة أنغولي ولاعب معتزل. بدأ مسيرته الاحترافية في سنة 1985. مثّل منتخب بلاده. شارك في دورة الألعاب الأولمبية الصيفية سنة 2000. حقق المركز الأول في بطولة أمم أفريقيا لكرة السلة 1999. اعتزل اللعب في 2012.

## سجل المنافسة
شارك في المنافسات التالية:
- الألعاب الأولمبية الصيفية 2000
- الألعاب الأولمبية الصيفية 2004

## روابط خارجية
- ميغيل لوتوندا على موقع الاتحاد الدولي لكرة السلة (الإنجليزية)
- ميغيل لوتوندا على موقع كرة السلة الأوروبية.كوم (الإنجليزية)
- ميغيل لوتوندا على موقع ريلجم (الإنجليزية)
- ميغيل لوتوندا على موقع بروبوليرز (الإنجليزية)
- ميغيل لوتوندا على موقع سبورتس رفرنس (الإنجليزية)
- ميغيل لوتوندا على موقع أوليمبيديا (الإنجليزية)